# Битва при Мемфисе
Битва при Мемфисе (6 июня 1862) — сражение гражданской войны в США, произошедшее на реке Миссисипи в районе города Мемфис.

## Предыстория
С севера подходы к Мемфису со стороны Миссисипи защищал форт Пиллоу, расположенный на восточном берегу реки. В апреле бомбардирские суда Восточной флотилии юнионистов начали обстрел форта, но были атакованы таранными пароходами южан. Разгром в битве у Плам Пойнт заставило помощника секретаря Густавуса Фокса заявить, что ещё одна неудача Союза такого масштаба вынудить Халлека отступить, и «мы потеряем Сент-Луис, Кайро и вообще всё». По приказу военного секретаря Стентона на Миссисипи была создана таранная флотилия, которой командовал сухопутный офицер бригадный генерал Чарльз Эллет; она не подчинялась Западной флотилии, которой командовал капитан Дэвис.
После победы Гранта у Питтсбург Лендинг запад штата Теннеси перешёл под контроль Союза. 29 мая Халлек овладел Коринфом, после чего разделил силы: Огайская армия Дона Карлоса Бьюэлла была направлена в восточный Теннеси, а Грант получил приказ удерживать завоёванные позиции в долине Миссисипи.
Эллет хотел атаковать своими таранными судами флотилию Речной обороны конфедератов, базировавшуюся южнее форта Пиллоу, однако так как Дэвис отказался его поддержать, атаку пришлось отменить. Тогда Эллет направил один из своих таранных судов на разведку, и ко всеобщему удивлению обнаружилось, что форт Пиллоу эвакуирован. Это вынудило капитана Дэвиса забыть про обиды, выйти из апатии и двинуться на юг.

## Состав сил

### Западная Эскадра Канонерок и таранная флотилия
Федеральная эскадра состояла из пяти броненосных речных канонерок, построенных на заводах Идса в Кайро, и четырёх таранов. При этом, имелся значительный изъян в организации федеральных сил: в то время как броненосные канонерки находились под командованием Чарльза Дэвиса, подчинявшегося генерал-майору Генри В. Халлеку, таранные корабли подчинялись полковнику Чарльзу Эллету (младшему), который находился в непосредственном подчинении военного секретаря Стэнтона в Вашингтоне. Взаимодействие между двумя частями представленных федеральных сил, таким образом, было слабым.
В состав Западной эскадры канонерок входили броненосные канонерки:
- USS «Бентон»
- USS «Луисвилль»
- USS «Керонделит»
- USS «Кайро»
- USS «Сен-Луис»

Исключая «Бентон» (перестроенный из гражданской землечерпалки), все канонерки были речными броненосцами специальной постройки, несли мощное артиллерийское вооружение и были защищены броней толщиной в 2-3 дюйма.
Таранную флотилию составляли:
- USS «Куин оф Вест» — единственный федеральный корабль, выведенный из строя во время боя.
- USS «Монарх»
- Два других тарана; названия не известны и в сражении не участвовали.

### Конфедеративная эскадра речной обороны
Конфедеративная эскадра состояла из восьми мобилизованных таранных пароходов — т. н. «хлопконосцев», прозванных так за то, что тюки хлопка были использованы для защиты экипажа от пуль. Их носовая часть была усилена, чтобы обеспечить возможность действовать тараном, и мощные двойные переборки из толстых бревен (пространство между которым также заполнялось кипами хлопка), усиленные железнодорожными рельсами, были установлены в передней части для защиты машинного отделения от неприятельского огня.
Какая-либо организация конфедеративного эскадрона отсутствовала. Формально, корабли находились в подчинении капитана Джеймса Монтгомери, но на практике, гражданские капитаны и экипажи конфедеративных таранов совершенно отказывались ему подчиняться. Ввиду отсутствия у экипажей таранов какой-либо военной подготовки, конфедеративной армии пришлось послать своих артиллеристов на корабли, чтобы управлять орудиями — при этом, фактически, армейские артиллеристы не подчинялись гражданским капитанам кораблей.
- CSS «Колонел Лоуэлл» — протаранен, потоплен федеральными кораблями.
- CSS «Генерал Борегард» — таранен, выведен из строя. Позднее потоплен артиллерийским огнём федеральных кораблей.
- CSS «Генерал Брагг» — выскочил на мель. Захвачен федералистами, включен в состав флота как USS «Генерал Брагг»
- CSS «Генерал Эрл Ван Дорн» — спасся бегством.
- CSS «Генерал Джефф М. Томпсон» — загорелся, оставлен экипажем, после взорвался.
- CSS «Генерал Самтер» — выведен из строя, выбросился на берег. Захвачен федералистами, включен в состав флота как USS «Самтер»
- CSS «Генерал Стерлинг Прайс» — затонул в сражении. Поднят федералистами после боя, включен в состав флота как USS «Генерал Прайс»
- CSS «Литл Ребел» — выведен из строя, выбросился на берег. Захвачен федералистами, включен в состав флота как USS «Литл Ребел»

## Ход событий
Описания сражения со стороны его участников чрезвычайно разнятся и зачастую противоречат друг другу, что делает затруднительным представление ситуации. Существуют более-менее достоверные данные о первой фазе сражения. Ожидая приближения конфедеративной речной эскадры, северяне выстроили свои корабли поперек реки: впереди стояли броненосные канонерки (развернутые кормой к неприятелю, так как канонерки спускались вниз по реке и желали иметь максимальный ход против течения), за ними федеральные тараны. Завидев неприятеля, два из четырёх федеральных таранов выдвинулись вперед. Два оставшихся, не разобрав приказ, остались на месте, и, фактически, не участвовали в сражении.
Обе стороны сходятся в том, что сражение открыли федеральные тараны. Флагманский таран федералистов, USS «Куин оф Вест», устремилась вперед и успешно таранила конфедеративный таран CSS «Колонел Лоуэлл». Практически немедленно, другой таран конфедератов (точно не установлено, какой) таранил «Куин оф Вест» и вывел её из строя. При этом капитан «Куин оф Вест», полковник Эллет был ранен пистолетной пулей. Второй таранный корабль федералистов, USS «Монарх», по имеющимся данным, успешно атаковал конфедеративного CSS «Генерал Борегард». Тем самым федеральному флоту удалось смешать нападение конфедератов и помешать им таранить броненосные канонерки.
Вслед за этим ход сражения, из-за слабой координации действий обеими сторонами, выродился в свалку. Координация действий обеих сторон была слабой, управление практически отсутствовало. Критическую роль в итоге сыграла превосходящая артиллерия и хорошая защищенность федеральных броненосных канонерок: поражение конфедеративной эскадры было полным. Конфедеративный таран CSS «Генерал Борегард», пытаясь таранить федерального «Монарха» в суматохе столкнулся с другим конфедеративным кораблем, CSS «Генерал Стерлинг Прайс», потерял ход, и был уничтожен федеральным флагманом USS «Бентон», прострелившим его котел. CSS «Генерал М. Джефф Томпсон» загорелся под огнём и был оставлен экипажем. Северянами были выведены из строя и захвачены конфедеративные корабли CSS «Генерал Брагг», CSS «Самтер» и CSS «Литл Ребел»; кроме того, после сражения они подняли и восстановили потопленный CSS «Генерал Стирлинг Прайс».
Из всей конфедеративной эскадры удалось отступить только одному кораблю, CSS «Генерал Эрл Ван Дорн», который сумел укрыться вниз по реке в Язу-Сити. Потери южан составили около 200 человек. Со стороны северян, единственной жертвой стал полковник Эллет, скончавшийся от болезни в госпитале.

## Итоги и последствия
Разгром речной флотилии южан открыл флоту северян дорогу на Мемфис. Впрочем, взятие Хеллеком Коринфа уже сделало положение Мемфиса безнадёжным, и южане, не дожидаясь появления федеральной флотилии, эвакуировали город. После этого вся Миссисипи вплоть до Виксберга стала нераздельным достоянием кораблей юнионистов.
Исторически, это было последнее крупное сражение на воде, в котором боевыми кораблями командовали гражданские лица без военного образования. Катастрофический разгром конфедеративной флотилии наглядно продемонстрировал необходимость назначения военных офицеров на боевые корабли даже с гражданскими экипажами.